# Waruga

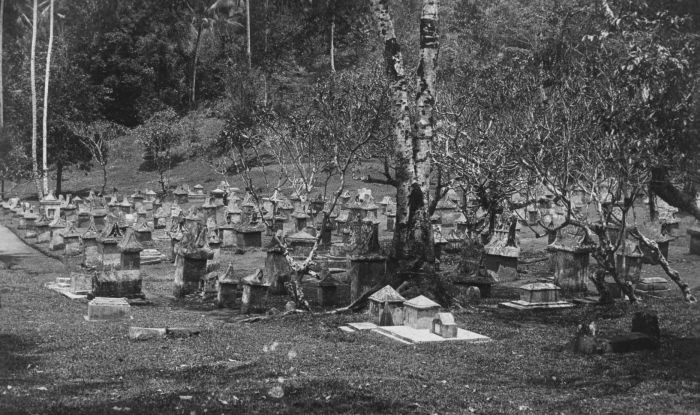
Waruga's bij Airmadidi; Tondano, Tropenmuseum

Een waruga is een type sarcofaag van de Minahasa (Noord-Celebes; Indonesië).
Het gebruik van deze waruga bestond al in de steentijd en werd pas rond 1860 verboden door de Nederlandse regering en vervangen door de begrafenis. Dit gebeurde om hygiënische redenen. Ook het christendom vereiste dat de lichamen begraven werden in de grond. 
De overledenen werden in foetushouding in de waruga geplaatst.
Bij Airmadidi zijn meerdere waruga's bewaard gebleven.

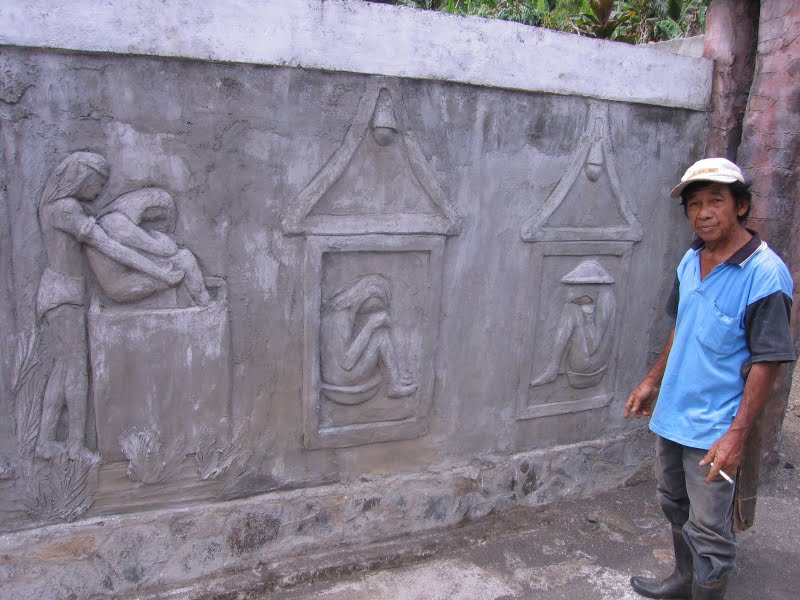
Het plaatsen van een overledene in een waruga
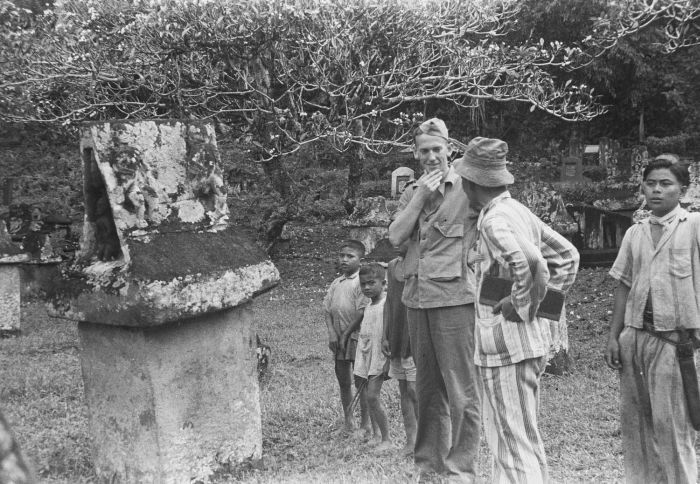
Nederlandse militair op een begraafplaats met waruga's
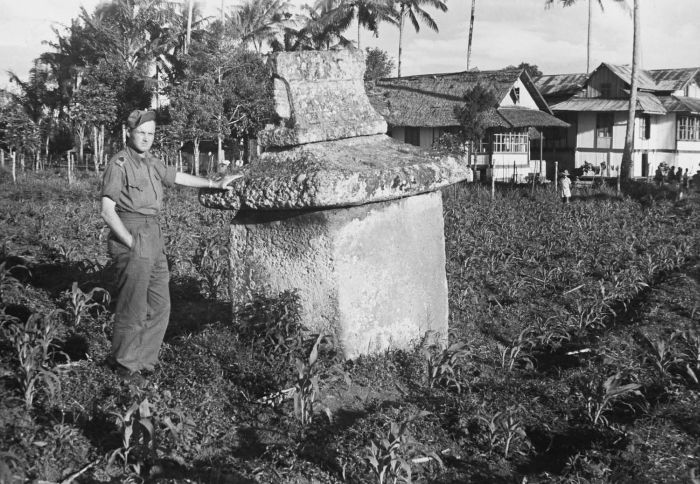
Nederlandse militair poseert, december 1948
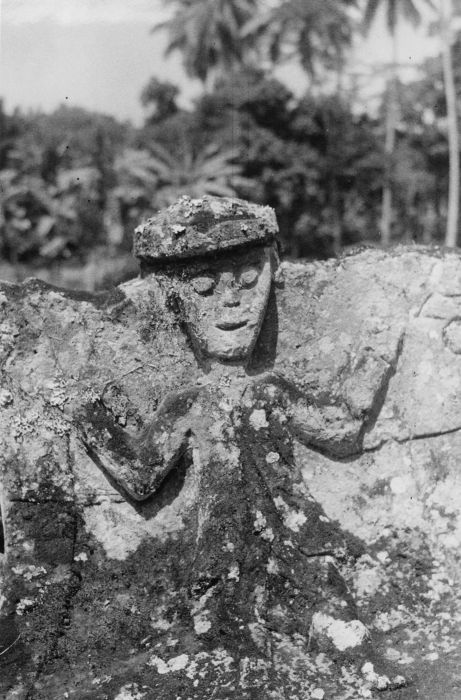
Detail van een waruga, 1970, Wereldmuseum Amsterdam